# 维默地区福瑟维尔
维默地区福瑟维尔（法語：Forceville-en-Vimeu，法語發音：[fɔʁsəvil ɑ̃ vimø]），或纯音译作福瑟维尔昂维默，是法国上法兰西大区索姆省的一个市镇，属于亚眠区。

## 地理
维默地区福瑟维尔（49°57'56"N, 1°48'2"E）面积2.97 平方千米，位于法国上法蘭西大區索姆省，该省份为法国北部沿海省份，北起加来海峡省和北部省，西接滨海塞纳省和大西洋英吉利海峡，南至瓦兹省，东临埃纳省。
与维默地区福瑟维尔接壤的市镇（或旧市镇、城区）包括：方丹勒塞克、瓦雷勒、锡泰尔讷、讷维尔欧布瓦、瓦斯蒙。
维默地区福瑟维尔的时区为UTC+01:00、UTC+02:00（夏令时）。

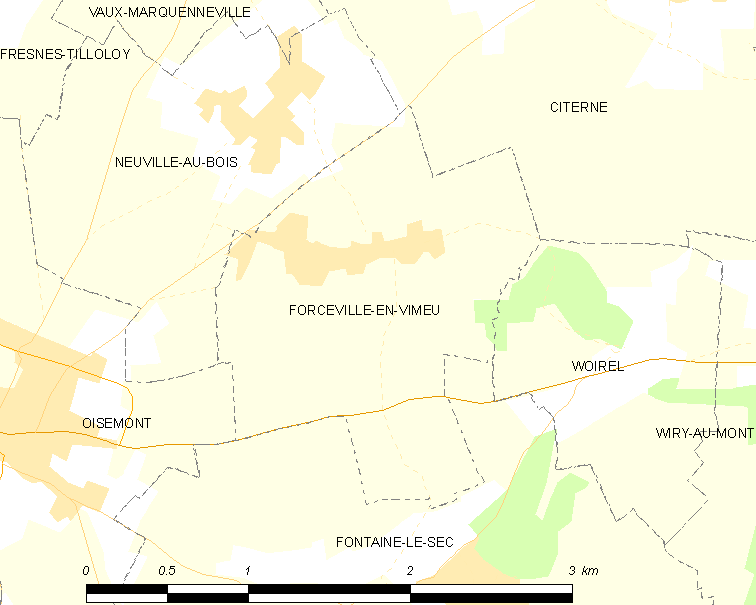
维默地区福瑟维尔的OSM定位图

## 行政
维默地区福瑟维尔的邮政编码为80140，INSEE市镇编码为80330。

## 政治
维默地区福瑟维尔所属的省级选区为皮卡第地区普瓦县。

## 人口

1962-2008年间维默地区福瑟维尔人口变化图示

维默地区福瑟维尔于2022年1月1日时的人口数量为231人。